# 가짜문둥이박쥐
가짜문둥이박쥐(Hesperoptenus doriae)는 애기박쥐과에 속하는 박쥐의 일종이다. 말레이시아에서만 발견된다. 서식지 감소로 멸종 위협을 받고 있다.

## 특징
작은 박쥐로 전완장이 38~41mm이고 꼬리 길이가 40mm, 귀 길이가 15mm이다. 털은 윤이 나고 솜털처럼 복슬복슬하다. 대체로 몸 색깔은 거무스레한 갈색을 띤다. 주둥이 짧고 뾰족하다.

## 생태
야자나무 잎 속에 5마리 이하의 작은 무리를 지어 은신한다. 먹이는 곤충이다.

## 분포 및 서식지
말레이반도 중부 지역과 보르네오섬 서부의 사라왁주에 알려져 있다. 물가 근처의 저지대 숲에 서식한다.